# Airdrop (kryptowaluty)
Airdrop – program dystrybucji darmowych kryptowalut, w zamian za wykonanie prostych, konkretnych czynności lub zadań.
Airdropy są przede wszystkim przeprowadzane przez start-upy oparte na technologii blockchain przy okazji uruchamiania nowych projektów kryptowalutowych jako sposób na przyciągnięcie uwagi i zyskanie popularności nowych projektów na rynku kryptowalut, skutkując większą bazą użytkowników i szerszą dystrybucją tokenów. 

## Przegląd
Termin "Airdrop" odnosi się do metody rozpowszechniania kryptowalut wśród użytkowników, będących w posiadaniu określonych tokenów lub będących właścicielami portfeli określonego blockchaina.
Airdrop kryptowalut to zupełnie odrębne zjawisko, różniące się od alokacji tokenów lub monet, które mają miejsce podczas początkowych ofert tokenów tzw. ICO. Podczas ICO, oferowane zasoby cyfrowe są zwykle kupowane za pomocą alternatywnej monety lub tokena. W przypadku airdropów, zakup nie jest wymagany od odbiorcy, a środki są dystrybuowane za darmo.

### Cel
Airdropy używane są zazwyczaj jako narzędzie marketingowe w celu podniesienia świadomości na temat dystrybuowanej monety lub tokena, a także jako metoda dywersyfikacji liczby posiadaczy określonego zasobu. Większość kampanii airdrop wykorzystuje mechanizmy, takie jak otrzymywanie monet lub tokenów w zamian za proste zadania, takie jak udostępnianie treści, polecanie znajomych lub pobieranie aplikacji. Airdropy nie są wykorzystywanie wyłącznie jako sposób na promocję nowych projektów kryptowalutowych. Niektóre kryptowaluty, platformy wymiany czy usługi portfelowe również organizują airdropy kryptowalut. Czasami są one również wręczane jako nagroda lojalnym użytkownikom, którzy przechowują kryptowaluty przez długi czas.

### Rodzaje airdropów
Istnieje kilka rodzajów airdropów w ekosystemie kryptowalut. Każdy z nich charakteryzuje się odmiennymi wymaganiami oraz celami, co pozwala organizatorom na dostosowanie strategii dystrybucyjnej do specyfiki projektu oraz grupy docelowej.

#### Standardowy airdrop
Standardowy airdrop to jedna z najprostszych form dystrybucji tokenów. Uczestnicy muszą jedynie wyrazić chęć otrzymania kryptowaluty oraz podać prawidłowy adres portfela, aby zakwalifikować się do zrzutu. Ten rodzaj airdropu jest zazwyczaj dostępny dla szerokiego grona odbiorców i nie wymaga spełnienia dodatkowych warunków poza podstawową rejestracją.

#### Bounty airdrop
Bounty airdrop to mechanizm dystrybucji tokenów, w którym uczestnicy wykonują określone zadania promocyjne w zamian za nagrody w postaci kryptowaluty. Zadania te mogą obejmować działania w mediach społecznościowych, rekomendowanie projektu nowym użytkownikom, tworzenie treści promocyjnych lub uczestnictwo w wydarzeniach związanych z projektem. Wysokość nagrody zależy od stopnia zaangażowania uczestnika oraz wartości wykonanych zadań.

#### Holder airdrop
Holder airdrop to forma nagrody przeznaczona dla posiadaczy określonej kryptowaluty. Aby zakwalifikować się do odbioru dodatkowych tokenów, użytkownicy muszą posiadać w swoim portfelu minimalną wymaganą ilość danego aktywa cyfrowego. Mechanizm ten ma na celu zachęcenie uczestników do długoterminowego przechowywania kryptowaluty oraz zwiększenie jej wartości rynkowej poprzez ograniczenie podaży na rynku.

#### Ekskluzywny airdrop
Ekskluzywny airdrop to zrzut tokenów przeznaczony dla wybranej grupy użytkowników spełniających określone kryteria. Odbiorcy mogą być wybierani na podstawie takich czynników jak aktywność w społeczności projektu, długość uczestnictwa, zaangażowanie w rozwój ekosystemu lub inne warunki ustalone przez organizatora. Tego rodzaju dystrybucja ma na celu nagradzanie lojalnych użytkowników oraz budowanie społeczności wokół projektu.

#### Loteria airdrop
Loteria airdrop to mechanizm dystrybucji tokenów oparty na losowym wyborze uczestników. Użytkownicy zgłaszają się do udziału w losowaniu, a wybrane osoby otrzymują określoną ilość tokenów. Ten model dodaje element losowości do procesu dystrybucji i może zwiększać zainteresowanie projektem poprzez efekt rywalizacji i nieprzewidywalności wyników.